# 吸血鬼之安魂挽歌
吸血鬼之安魂挽歌（Vampire: The Requiem）是白狼游戏设定在新黑暗世界（后改名为黑暗编年史）的一款桌上角色扮演游戏，其的对应物为旧黑暗世界（后被称为经典黑暗世界）的吸血鬼之避世潜藏。
它不是旧黑暗世界的吸血鬼产品线的延续，虽然它使用了许多旧产品线的元素。将13个吸血鬼氏族更改到5个（迪瓦、冈格罗、密卡特、诺斯弗拉图、梵卓）,并且删除了机构的政治体系，而以派系(Convent)而区代之。

## 外部連結
- （繁體中文）黑暗嘉年華： 吸血鬼的迷信與傳說
- （繁體中文）吸血鬼字典